# Tourrettes (Var)
Tourrettes è un comune francese di 2 743 abitanti situato nel dipartimento del Var nella regione della Provenza-Alpi-Costa Azzurra.

## Società

### Evoluzione demografica
Abitanti censiti